# Capanna del pioniere
La Capanna del pioniere o Cabina del pioniere (in inglese: Pioneer Cabin Tree), conosciuto anche come La galleria (The Tunnel Tree), è stato un esemplare di sequoia gigante situato nel parco statale degli alberi giganti di Calavers, in California. 
Considerata uno degli alberi monumentali più famosi degli Stati Uniti d'America, la Capanna del pioniere attirava migliaia di visitatori ogni anno.
Sebbene l'età precisa non sia conosciuta, si stima che l'albero (avente un diametro di 10 metri) potesse avere circa 1000 anni.
La galleria all'interno dell'albero venne scavata prima del 1859. 
La pianta è stata abbattuta da una tempesta avvenuta l'8 gennaio 2017.

## Storia

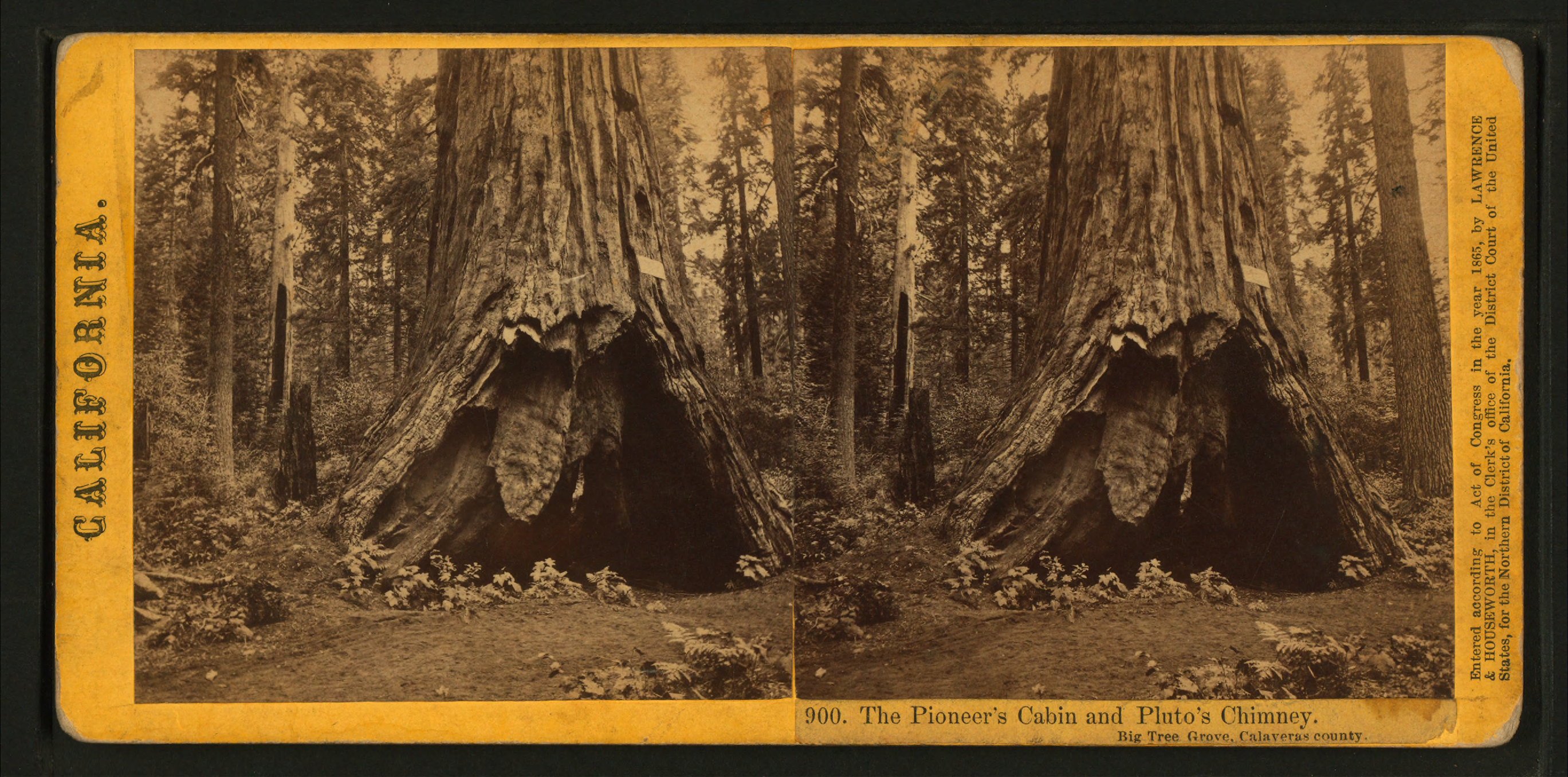
Immagine stereoscopica della Capanna del pioniere e del Camino di Plutone (a sinistra sullo sfondo) nel 1864-1874 circa

L'albero prese il nome di "Capanna del pioniere" a causa del suo tronco cavo, parzialmente bruciato dai fulmini e dagli incendi boschivi.

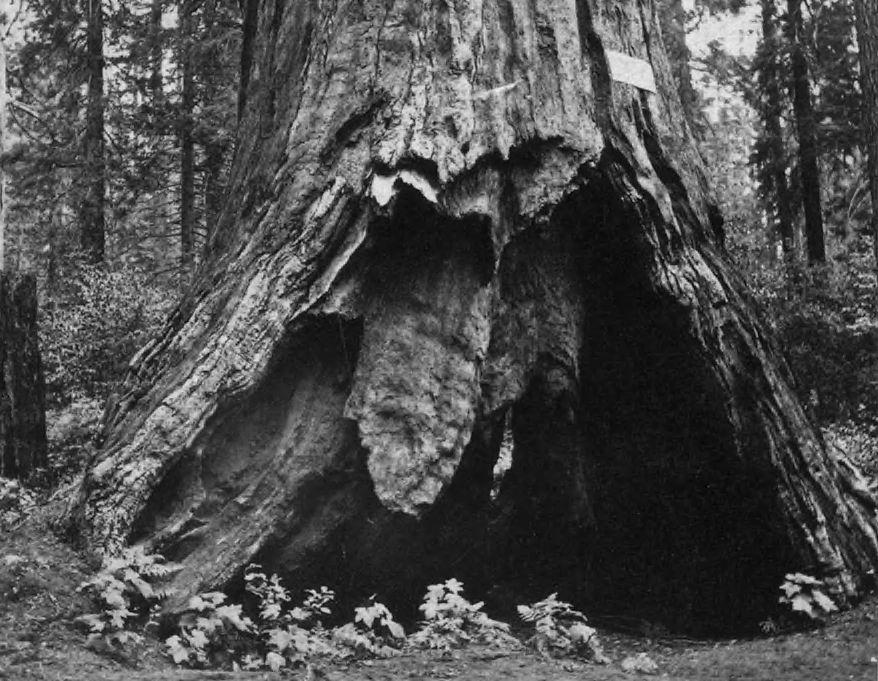
L'albero negli anni 1860-1880 circa, prima dell'apertura della galleria

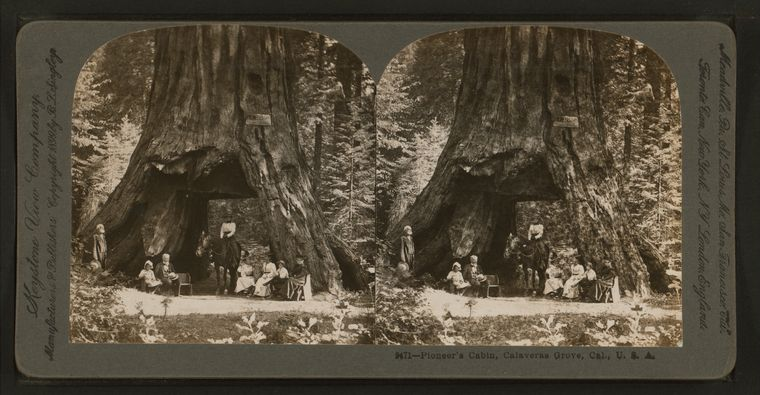
Un'immagine stereoscopica della Cabina del pioniere, con persone e cavalli che l'attraversano (1867-1899 circa)

La cavità nel tronco era dotata di piccole stanze come in una normale capanna, con un camino ricavato dall'interno bruciato dell'albero e una piccola porta sul retro.
Nel 1857 si notò che la metà superiore dell'albero era spezzata a circa 45,72 metri e che l'interno dell'albero era vuoto.
Agli inizi degli anni 1880,
venne ricavata una galleria attraverso i compartimenti, su richiesta di James Sperry, proprietario di terreni e fondatore dell'albergo Murphys, cosicché i clienti potessero passare attraverso l'albero come attrazione turistica. L'albero fu scelto in parte a causa della grande cicatrice del fuoco boschivo sia per emulare l'analoga galleria tagliata dell'albero di Wawona del parco nazionale di Yosemite e competere con esso nell'attrazione di turisti.
Per i primi 50 anni i visitatori furono invogliati a lasciare dei graffiti sul tronco, ma poi questa pratica venne proibita negli anni 1930. All'inizio l'attraversamento del tronco era consentito solo ai pedoni,
ma in seguito e per molti anni fu consentito anche alle automobili quale tappa del "percorso degli alberi giganti" (Big Trees Trail), che includeva diversi attraversamenti analoghi in California.
Negli ultimi anni, l'attraversamento della galleria fu consentito solo agli escursionisti che percorrevano il cosiddetto "anello del boschetto settentrionale" (North Grove Loop).

## Caduta e morte
La Capanna del pioniere cadde l'8 gennaio 2017 in seguito a una grande tempesta con pioggia e allagamenti, considerata la più violenta degli ultimi dieci anni. Il crollo della pianta fu probabilmente causato dall'allagamento e dalla poca profondità delle radici, tipica delle sequoie. Un volontario dell'ente parco riferì che l'albero si stava indebolendo da diversi anni, diventando fragile e inclinandosi da un lato, con un solo ramo rimasto ancora vivo, oltre al fatto che la pianta era stata certamente danneggiata dallo scavo della galleria al suo interno. L'albero si è frantumato in pezzi dopo l'impatto con il terreno.
Dopo la caduta dell'albero, il sentiero escursionistico del parco è stato chiuso per le operazioni di pulizia. Alcune parti dell'albero sono rimaste intatte, ma le politiche di conservazione del parco hanno impedito che venissero tagliate, ad esempio per determinare l'età esatta dell'albero.
Alcuni hanno osservato che l'albero non sia caduto per colpa della tempesta, ma per colpa dell'avidità di profitto dell'uomo, essendo uno dei tanti alberi mutilati per promuovere il turismo. Al giorno d'oggi non è più consentito tagliare gallerie all'interno di grandi alberi.